# Podvýbor pro heraldiku a vexilologii
Podvýbor pro heraldiku a vexilologii je jedním z podvýborů Výboru pro vědu, vzdělání, kulturu, mládež a tělovýchovu (VVVKMT) Poslanecké sněmovny Parlamentu České republiky.

## Předchůdce
Již v letech 1991–1992 existovala Heraldická komise, jako orgán České národní rady (ČNR), zákonodárného sboru České republiky, podřízená VVVKMT. První zasedání komise proběhlo 19. dubna 1991. V té době byly obecní symboly udělovány rozhodnutím předsednictva ČNR.
Personální obsazení Heraldické komise:
- Předsedkyně: Jiřina Pavlíková (OF)
- Řada členů bývalé Komise pro znaky měst, zřízené při archivní správě ČR, dva vexilologové a výtvarník

Dne 1. července 1992 byla (usnesením VVVKMT č. 3) zřízena stálá heraldická komise. Personální obsazení stálé heraldické komise:
- Předsedkyně: Jiřina Pavlíková (ODS)
- Členové: Ondřej Zemina (ODS)
- Externí členové: PhDr. Ivan Štarha, Jiří Louda, Pavel Palát, PhDr. Karel Müller, Jan Pelant, PhDr. Pavel R. Pokorný, Aleš Zelenka, PhDr. Zbyšek Svoboda, Ing. Aleš Brožek a Michal Vitanovský

## Historie
Podvýbor mohl vzniknout na základě zákona č. 90/1995 Sb. ze dne 19. dubna 1995 o jednacím řádu Poslanecké sněmovny. Ten umožňuje výborům (§ 32) zřizovat podvýbory (§ 44) pro řešení určité otázky nebo souboru otázek. První Podvýbor pro heraldiku byl zřízen dne 6. září 1995 (usnesením VVVKMT č. 385). 8. listopadu 2000 byl usnesením č. 196 ze 39. schůze VVVKMT přejmenován na současný název.
Vznik podvýboru souvisí se změnami po roce 1989 a s možností obcí požádat o udělení vlastní vlajky a znaku. Obecní symboly eviduje v Česku od roku 2005 Registr komunálních symbolů (REKOS) spravovaný parlamentem. Registr navrhl v průběhu 4. volebního období tehdejší místopředseda podvýboru Zbyněk Novotný (ODS).

## Emblém a vlajka
V roce 2002 vytvořil ak. sochař Michal Vitanovský  emblém podvýboru. Ten je tvořen českým lvem držícím v pravé přední
tlapě vlajku a v levé štít, obojí
prázdné, jako symbol nikdy nekončícího vexilologického a heroldského úsilí.
V roce 2019 byla zaregistrována (v Národním registru vlajek a praporů) i vlajka podvýboru. Ta je tvořena listem o poměru stran 2:3 s modrým žerďovým klínem a dvěma vodorovnými pruhy, bílým a červeným. V klínu je bílý emblém podvýboru.

## Činnost
Podvýbor projednává při svých jednáních (která jsou dle zákona č. 90/1995 Sb. o jednacím řádu Poslanecké sněmovny neveřejná), popř. doporučuje ke schválení obecní symboly (znak a vlajku). V letech 2001–2003 to byly i symboly krajů České republiky. Symboly poté uděluje předseda Poslanecké sněmovny na základě doporučení Výboru pro vědu, vzdělání, kulturu, mládež a tělovýchovu.
Podvýbor vytvořil pro svou činnost:
- Základní heraldické zásady pro tvorbu nových obecních symbolů[8]
- Základní vexilologické zásady pro tvorbu nových obecních symbolů[9]

## Personální obsazení podvýboru
Členy podvýborů mohou být pouze poslanci. Protože mezi poslanci nejsou heraldici ani vexilologové, pracuje při podvýboru skupina expertů těchto pomocných věd historických.

### 1995–1996
V 1. volebním období:
- Předseda: PhDr. Jiřina Pavlíková (ODS)
- Členové: doc. JUDr. Jiří Bílý, Ph.D. (MNS, PhDr. Jaromír Kalus (ODS), Mgr.Eduard Zeman (ČSSD) a Ondřej Zemina (ODS).

### 1996–1998
Ve 2. volebním období:
- Předseda: Ondřej Zemina (ODS) do ledna 1997, poté od 23. ledna 1997 PhDr. Martin Přibáň (US
- Členové: PhDr. Vladimír Cisár (ČSSD), Doc. PhDr. Zdeněk Klanica, DrSc. (KSČM), Ing. Jan Kostrhun (ZS), Josef Krejsa (SPR-RSČ), MgA. Petr Pleva (ODS) (ČSSD).

Expertní skupina – od 5. prosince 1996 Mgr. Pavel Fojtík

### 1998–2002
Ve 3. volebním období:
- Předseda: PhDr. Vladimír Cisár (ČSSD)
- Členové: Jiří Brtnický (ČSSD), Josef Ježek (ODS), Mgr. Ing. Jan Kasal (KDU-ČSL), Doc. PhDr. Zdeněk Klanica, DrSc. (KSČM), Aleš Rozehnal (ODS) a od 24. září 1988 Mgr. Eduard Zeman  RNDr. Petr Nečas (ODS)

Expertní skupinu tvořili v tomto volebním období:  PhDr. Zbyšek Svoboda, Ing. Aleš Brožek, Mgr. Pavel Fojtík, Jiří Louda, PhDr. Karel Müller, Mgr. Pavel Palát, Jan 
Pelant, PhDr. Pavel R. Pokorný, PhDr. Zbyšek Svoboda, PhDr. Ivan Štarha, Michal Vitanovský a Aleš Zelenka

### 2002–2006
Ve 4. volebním období:
- Předseda: Mgr. Ivana Levá (KSČM)
- Místopředseda: Zbyněk Novotný (ODS)
- Členové: Ing. Petr Bratský (ODS), Ing. Vladimír Čada (ČSSD), PaedDr. Jitka Gruntová (KSČM), Ing. Jan Kasal (KDU-ČSL), Mgr. Soňa Marková (KSČM), Mgr. Eva Nováková (ČSSD)

Expertní skupinu tvořili v tomto volebním období: PhDr. Karel Müller, Mgr. Pavel Palát, PhDr. Ivan Štarha, PhDr. Zbyšek Svoboda, Mgr. Pavel Fojtík, Ing. Petr Exner

### 2006–2010
V 5. volebním období:
- Předseda: Zbyněk Novotný (ODS)
- Místopředsedkyně: Mgr. Ivana Levá (KSČM)

Expertní skupinu tvořili v tomto volebním období: Ing. Petr Exner, Mgr. Pavel Fojtík, PhDr. Karel Müller, Mgr. Pavel Palát, PhDr. Zbyšek Svoboda, PhDr. Ivan Štarha a Pavel Štulc

### 2010–2013
V 6. volebním období:
- Předseda: Mgr. Zdeněk Bezecný, Ph.D. (TOP 09)
- Místopředsedkyně: Mgr. Ivana Levá (KSČM)
- Člen: Mgr. Soňa Marková (KSČM)

Expertní skupinu tvořili v tomto volebním období: heraldici PhDr. Jakub Hrdlička, PhDr. Karel Müller, PhDr. Ivan Štarha, Pavel Štulc, Doc. PhDr. Jan Županič, Ph.D. a vexilologové Ing. Petr Exner, Mgr. Pavel Fojtík a PhDr. Zbyšek Svoboda.

### 2013–2017
V 7. volebním období:
- Předseda: Mgr. Vítězslav Jandák (ČSSD) – (23. ledna 2014 – 9. června 2017)
- Člen / Místopředseda / Předseda: PaedDr. Mgr. Augustin Karel Andrle Sylor (Úsvit) – (člen 23. ledna 2014 – 26. února 2014, místopředseda 26. února 2014 – 27. června 2017, předseda 27. června 2017 – 26. října 2017)
- Člen / Místopředseda: Mgr. Zdeněk Bezecný, Ph.D. (TOP 09) – (člen 23. ledna 2014 – 26. února 2014, místopředseda 26. února 2014 – 26. října 2017)
- Člen: JUDr. Jeroným Tejc (ČSSD)

Na první schůzi podvýboru 26. února 2014 byla schválena expertní skupina ve složení Ing. Petr Exner, Mgr. Pavel Fojtík, PhDr. Jakub Hrdlička, PhDr. Karel Müller, PhDr. Zbyšek Svoboda, PhDr. Ivan Štarha a Prof. PhDr. Jan Županič, Ph.D.

### 2017–2021
V 8. volebním období:
- Předseda: Mgr. Ivo Pojezný (KSČM)
- Místopředseda: Mgr. Martin Baxa (ODS)
- Místopředsedkyně: MUDr. Věra Procházková (ANO)
- Členové: Bc. Vojtěch Pikal (Piráti), doc. Mgr. Antonín Staněk, Ph.D. (ČSSD) – od 2. října 2019, Ing. Ondřej Babka (ANO) – od 17. března 2021)

Expertní skupinu tvoří: Ing. Petr Exner, Mgr. Pavel Fojtík, JUDr. Marcela Havrdová, PhDr. Karel Müller, PhDr. Zbyšek Svoboda a Prof. PhDr. Jan Županič, Ph.D.

### 2021–2025
V 9. volebním období:
- Předseda: Mgr. Matěj Ondřej Havel, Ph.D. (SPOLU, TOP 09)
- Místopředseda: Ing. Ondřej Babka (ANO 2011)
- Členové: Mgr. Martina Ochodnická (SPOLU, TOP 09), Mgr. Marek Výborný (SPOLU, KDU-ČSL)  – do 11. 1. 2022,  Mgr. Nina Nováková (SPOLU, KDU-ČSL) – od 1. února 2023

Expertní skupinu tvoří: Ing. Petr Exner, Mgr. Pavel Fojtík (zemřel 26. března 2023), PhDr. Karel Müller, PhDr. Zbyšek Svoboda, Prof. PhDr. Jan Županič, Ph.D., Mgr. Petr Houzar, Dis., Ph.D. (od 16. listopadu 2022), Kryštof Huk (od  19. dubna 2023)